# Сергеенков, Артём Александрович
Артём Алекса́ндрович Сергее́нков (род. 10 июня 1986) — российский легкоатлет, специалист по бегу на короткие дистанции. Выступал за сборную России по лёгкой атлетике в 2000-х годах, обладатель серебряной медали чемпионата Европы в помещении, чемпион Европы среди молодёжи, победитель и призёр первенств всероссийского значения. Мастер спорта России международного класса.

## Биография
Артём Сергеенков родился 10 июня 1986 года. Занимался лёгкой атлетикой в Смоленске в Спортивной школе олимпийского резерва им. Ф. Т. Михеенко, на соревнованиях представлял Смоленскую область и позднее Москву.
Впервые заявил о себе на международном уровне в сезоне 2005 года, когда вошёл в состав российской национальной сборной и выступил на юниорском европейском первенстве в Каунасе, где стал пятым в индивидуальном беге на 400 метров и с национальным юниорским рекордом 3.07,19 завоевал серебряную награду в эстафете 4 × 400 метров.
В 2007 году в дисциплине 400 метров выиграл серебряную медаль на зимнем чемпионате России в Волгограде. В эстафете 4 × 400 метров вместе с соотечественниками Владиславом Фроловым, Максимом Дылдиным и Иваном Бузолиным получил серебро на чемпионате Европы в помещении в Бирмингеме. Изначально россияне финишировали третьими позади Германии и Великобритании, однако немецкую команду дисквалифицировали за толчок лидировавшего на заключительном этапе Сергеенкова, который из-за этого потерял равновесие и утратил свою лидирующую позицию. На Кубке Европы в Мюнхене стал пятым в эстафете. На молодёжном европейском первенстве в Дебрецене был шестым на дистанции 400 метров и одержал победу в эстафете 4 × 400 метров, показав при этом лучший результат в истории чемпионата — 3.02,13.
Будучи студентом, в 2009 году представлял Россию на Универсиаде в Белграде — в индивидуальном беге на 400 метров дошёл до стадии полуфиналов, в то время как в эстафете 4 × 400 метров занял в финале пятое место.
В 2010 году на зимнем чемпионате России в Москве с московской командой стал бронзовым призёром в эстафете 4 × 200 метров.
Завершил спортивную карьеру по окончании сезона 2011 года.
За выдающиеся спортивные достижения удостоен почётного звания «Мастер спорта России международного класса».